# Дуде Йованов
Дуде Йованов е български хайдутин от средата на XVII век, действал в Битолско.

## Биография
Роден е в битолското село Търново. В 1639 година в съда в Битоля се явяват трима евреи – Яков Боро, Аврам Истито и Фелер Зенун, жители на град Битоля, които заявяват, че хайдути са пленили децата им Хаим, Исак и Хаим край село Лавци и обвиняват жителите на селата Магарево, Маловище, Раотино, Търново, Цапари, Диово, Брусник и Лавци. Единствено жителите на Магарево отговарят, че ще открият кой е отвлякъл децата за откуп. В октомври 1639 година е заловен арамбашията Дуде син на Йован заедно с хайдутина Петре от село Могила. Двамата признават за много свои престъпни дела, включително за нападението над къщите на Али паша, Абди бег и Хаджи Хасан в Преспа и за отвличането на трите еврейски деца, които още се намирали в планината. Родителите обаче отказали да платят и децата били убити. За това свидетелства документ от 1640 година, с който Аврам Истито, баща на Исак, заявява, че с жена си Дона се отказва от жалбата против село Лавци, защото се убедил, че селото не е виновно за убийството на сина му. Каква присъда получава арамбашията Дуде в 1639 година, не е известно. Пет години по-късно отново в Битоля е съден арамбашията Дуде, но от Загоричани, който може и да съвпада с този.